# Nikolai Vekšin
Nikolai Vekšin (n. 23 de mayo de 1887 en Haapsalu, Imperio ruso- f. 15 de enero de 1951 en el campo de concentración de Norillag, Unión Soviética) fue un deportista estonio que compitió en vela en la clase 6 Metre. Participó en los Juegos Olímpicos de Ámsterdam 1928, obteniendo una medalla de bronce en la clase 6 Metre.

## Palmarés internacional
| Juegos Olímpicos | Juegos Olímpicos         | Juegos Olímpicos  | Juegos Olímpicos |
| Año              | Lugar                    | Medalla           | Clase            |
| ---------------- | ------------------------ | ----------------- | ---------------- |
| 1928             | Ámsterdam (Países Bajos) | Medalla de bronce | 6 Metre          |

## Últimos años y asesinato
Culminada la Segunda Guerra Mundial y la reocupación soviética de Estonia, Vekshin continuó regateando. Ganó una medalla de plata en el campeonato de la URSS en 1945. Recibió su título de Maestro de deportes soviético durante ese mismo año It was the only event in the history of the Olympics when five Estonian sportspeople won medals.
Durante 1949, Vekšin fue arrestado por las autoridades soviéticas. En 1951, fue ejecutado en el campo de concentración de prisioneros de Norillag en Norilsk, al norte de Siberia.